# Minnesota Vikings 1972
La stagione NFL 1972 fu la 12ª per i Minnesota Vikings nella Lega.

## Scelte nel Draft 1972
| Draft NFL 1972   |                  |                  |                                                                |                                                                |                                                                |                                                                |                                                                |
| Ordine del Draft | Ordine del Draft | Ordine del Draft | Giocatore                                                      | Ruolo                                                          | College                                                        | Note                                                           |                                                                |
| Giro             | Scelta           | Generale         | Giocatore                                                      | Ruolo                                                          | College                                                        | Note                                                           |                                                                |
| 1                | 10               | 10               | Jeff Siemon                                                    | Linebacker                                                     | Stanford                                                       | dai Patriots[a]                                                |                                                                |
| 1                | 24               | 24               | Scambiata con i New York Giants[b]                             | Scambiata con i New York Giants[b]                             | Scambiata con i New York Giants[b]                             |                                                                |                                                                |
| 2                | 24               | 50               | Ed Marinaro                                                    | Running back                                                   | Cornell                                                        |                                                                |                                                                |
| 3                | 7                | 59               | Bart Buetow                                                    | Offensive tackle                                               | Minnesota                                                      | dai Packers[c]                                                 |                                                                |
| 3                | 24               | 76               | Scambiata con i Philadelphia Eagles[d]                         | Scambiata con i Philadelphia Eagles[d]                         | Scambiata con i Philadelphia Eagles[d]                         |                                                                |                                                                |
| 4                | 24               | 102              | Scambiata con i Denver Broncos[e]                              | Scambiata con i Denver Broncos[e]                              | Scambiata con i Denver Broncos[e]                              |                                                                |                                                                |
| 5                | 24               | 128              | Scambiata con i Los Angeles Rams[f]                            | Scambiata con i Los Angeles Rams[f]                            | Scambiata con i Los Angeles Rams[f]                            |                                                                |                                                                |
| 6                | 24               | 154              | Amos Martin                                                    | Linebacker                                                     | Louisville                                                     |                                                                |                                                                |
| 7                | 25               | 181              | Bill Slater                                                    | Defensive end                                                  | Western Michigan                                               | originariamente scelta dei Dolphins[g]                         |                                                                |
| 8                | 24               | 206              | Calvin Demery                                                  | Wide receiver                                                  | Arizona State                                                  |                                                                |                                                                |
| 9                | 24               | 232              | Charlie Goodrum                                                | Guardia                                                        | Florida A&M                                                    |                                                                |                                                                |
| 10               | 24               | 258              | Willie Aldridge                                                | Running back                                                   | South Carolina State                                           |                                                                |                                                                |
| 11               | 24               | 284              | Willie McKelton                                                | Defensive back                                                 | Southern                                                       |                                                                |                                                                |
| 12               | 24               | 310              | Bob Banaugh                                                    | Defensive back                                                 | Montana State                                                  |                                                                |                                                                |
| 13               | 24               | 336              | Franklin Roberts                                               | Running back                                                   | Alcorn A&M                                                     |                                                                |                                                                |
| 14               | 24               | 361              | Marv Owens                                                     | Running back                                                   | San Diego State                                                |                                                                |                                                                |
| 15               | 24               | 388              | Mike Sivert                                                    | Guardia                                                        | East Tennessee State                                           |                                                                |                                                                |
| 16               | 24               | 414              | Neil Graff                                                     | Quarterback                                                    | Wisconsin                                                      |                                                                |                                                                |
| 17               | 24               | 440              | Dick Schmalz                                                   | Wide receiver                                                  | Auburn                                                         |                                                                |                                                                |
| Legenda          | Legenda          | Legenda          | Ha partecipato ad almeno un Pro Bowl in carriera Hall of Famer | Ha partecipato ad almeno un Pro Bowl in carriera Hall of Famer | Ha partecipato ad almeno un Pro Bowl in carriera Hall of Famer | Ha partecipato ad almeno un Pro Bowl in carriera Hall of Famer | Ha partecipato ad almeno un Pro Bowl in carriera Hall of Famer |

Note:
- [a] I Vikings ricevettero dai Patriots la scelta nel 1º giro (10ª assoluta) e il CB John Charles ed una somma in denaro come compensazione per il QB free agent Joe Kapp.
- [b] I Vikings scambiarono la loro scelta nel 1º giro (24ª assoluta), loro scelta nel 2º giro (40ª assoluta) al Draft NFL 1973, il QB Norm Snead, il WR Bob Grim, ed il RB Vince Clements con i Giants in cambio del QB Fran Tarkenton.
- [c] I Packers scambiarono la loro scelta nel 3º giro (59ª assoluta) con i Vikings in cambio del QB Zeke Bratkowski.
- [d] I Vikings scambiarono la loro scelta nel 4º giro (102ª assoluta) e le loro scelte nel 2º giro (50ª assoluta) e 6º giro (154ª assoluta) al Draft NFL 1971 con gli Eagles in cambio del QB Norm Snead.
- [e] I Vikings scambiarono la loro scelta nel 3º giro (76ª assoluta) ed il CB John Charles con i Broncos in cambio del WR Al Denson.
- [f] I Vikings scambiarono la loro scelta nel 5º giro (128ª assoluta) con i Rams in cambio del CB Ted Provost.
- [g] I Vikings avevano originariamente la 180ª scelta assoluta ma passarono il turno permettendo ai Dolphins, di salire e prendere di conseguenza la 181ª scelta assoluta.

## Partite

### Stagione regolare
| Calendario | | | | | | | |
| Settimana  | Data                                                                                               | Ora (CDT)                                                                                          | Avversario                                                                                         | Risultati                                                                                          | Stadio                                                                                             | Spettatori                                                                                         | Record                                                                                             |
| 1          | 18 settembre                                                                                       | 8:00 p.m.                                                                                          | Washington Redskins                                                                                | P 24–21                                                                                            | Metropolitan Stadium                                                                               | 47.900                                                                                             | 0–1                                                                                                |
| 2          | 24 settembre                                                                                       | 3:00 p.m.                                                                                          | Detroit Lions                                                                                      | V 34–10                                                                                            | Tiger Stadium                                                                                      | 54.418                                                                                             | 1–1                                                                                                |
| 3          | 1º ottobre                                                                                         | 3:00 p.m.                                                                                          | Miami Dolphins                                                                                     | P 16–14                                                                                            | Metropolitan Stadium                                                                               | 47.900                                                                                             | 1–2                                                                                                |
| 4          | 8 ottobre                                                                                          | 1:00 p.m.                                                                                          | St. Louis Cardinals                                                                                | P 19–17                                                                                            | Metropolitan Stadium                                                                               | 49.687                                                                                             | 1–3                                                                                                |
| 5          | 15 ottobre                                                                                         | 3:00 p.m.                                                                                          | Denver Broncos                                                                                     | V 23–20                                                                                            | Mile High Stadium                                                                                  | 51.656                                                                                             | 2–3                                                                                                |
| 6          | 23 ottobre                                                                                         | 8:00 p.m.                                                                                          | Chicago Bears                                                                                      | P 13–10                                                                                            | Soldier Field                                                                                      | 55.701                                                                                             | 2–4                                                                                                |
| 7          | 29 ottobre                                                                                         | 1:00 p.m.                                                                                          | Green Bay Packers                                                                                  | V 27–13                                                                                            | Lambeau Field                                                                                      | 56.263                                                                                             | 3–4                                                                                                |
| 8          | 5 novembre                                                                                         | 1:00 p.m.                                                                                          | New Orleans Saints                                                                                 | V 37–6                                                                                             | Metropolitan Stadium                                                                               | 49.784                                                                                             | 4–4                                                                                                |
| 9          | 12 novembre                                                                                        | 3:00 p.m.                                                                                          | Detroit Lions                                                                                      | V 16–14                                                                                            | Metropolitan Stadium                                                                               | 49.784                                                                                             | 5–4                                                                                                |
| 10         | 19 novembre                                                                                        | 3:00 p.m.                                                                                          | Los Angeles Rams                                                                                   | V 45–41                                                                                            | Los Angeles Memorial Coliseum                                                                      | 77.982                                                                                             | 6–4                                                                                                |
| 11         | 26 novembre                                                                                        | 12:00 p.m.                                                                                         | Pittsburgh Steelers                                                                                | P 23–10                                                                                            | Three Rivers Stadium                                                                               | 50.348                                                                                             | 6–5                                                                                                |
| 12         | 3 dicembre                                                                                         | 1:00 p.m.                                                                                          | Chicago Bears                                                                                      | V 23–10                                                                                            | Metropolitan Stadium                                                                               | 49.784                                                                                             | 7–5                                                                                                |
| 13         | 10 dicembre                                                                                        | 1:00 p.m.                                                                                          | Green Bay Packers                                                                                  | P 23–7                                                                                             | Metropolitan Stadium                                                                               | 49.784                                                                                             | 7–6                                                                                                |
| 14         | 16 dicembre                                                                                        | 3:00 p.m.                                                                                          | San Francisco 49ers                                                                                | P 20–17                                                                                            | Candlestick Park                                                                                   | 61.214                                                                                             | 7–7                                                                                                |
| Note       | Gli avversari della propria division sono in grassetto. Gli incontri in trasferta sono in corsivo. | Gli avversari della propria division sono in grassetto. Gli incontri in trasferta sono in corsivo. | Gli avversari della propria division sono in grassetto. Gli incontri in trasferta sono in corsivo. | Gli avversari della propria division sono in grassetto. Gli incontri in trasferta sono in corsivo. | Gli avversari della propria division sono in grassetto. Gli incontri in trasferta sono in corsivo. | Gli avversari della propria division sono in grassetto. Gli incontri in trasferta sono in corsivo. | Gli avversari della propria division sono in grassetto. Gli incontri in trasferta sono in corsivo. |

## Classifiche

### Division
| Classifica della NFL Central Division 1972 | Classifica della NFL Central Division 1972 | Classifica della NFL Central Division 1972 | Classifica della NFL Central Division 1972 | Classifica della NFL Central Division 1972 | Classifica della NFL Central Division 1972 | Classifica della NFL Central Division 1972 | Classifica della NFL Central Division 1972 | Classifica della NFL Central Division 1972 | Classifica della NFL Central Division 1972 | Classifica della NFL Central Division 1972 | Classifica della NFL Central Division 1972 | Classifica della NFL Central Division 1972 | Classifica della NFL Central Division 1972 | Classifica della NFL Central Division 1972 | Classifica della NFL Central Division 1972 | Classifica della NFL Central Division 1972 | Classifica della NFL Central Division 1972 |
|                                            | V                                          | P                                          | N                                          | PCT                                        | DIV                                        | DIV PCT                                    | CONF                                       | CONF PCT                                   | NON CONF                                   | C                                          | T                                          | PR                                         | PS                                         | DP                                         | TD                                         | STR                                        | PO                                         |
| ------------------------------------------ | ------------------------------------------ | ------------------------------------------ | ------------------------------------------ | ------------------------------------------ | ------------------------------------------ | ------------------------------------------ | ------------------------------------------ | ------------------------------------------ | ------------------------------------------ | ------------------------------------------ | ------------------------------------------ | ------------------------------------------ | ------------------------------------------ | ------------------------------------------ | ------------------------------------------ | ------------------------------------------ | ------------------------------------------ |
| Green Bay Packers                          | 10                                         | 4                                          | 0                                          | 71,4%                                      | 5-1                                        | 83,3%                                      | 8-3                                        | 72,7%                                      | 2-1                                        | 4-3                                        | 6-1                                        | 304                                        | 226                                        | 78                                         | 29                                         | V-3                                        | Div                                        |
| Detroit Lions                              | 8                                          | 5                                          | 1                                          | 60,7%                                      | 2-4                                        | 33,3%                                      | 6-5                                        | 54,5%                                      | 2-0-1                                      | 5-2                                        | 3-3-1                                      | 339                                        | 290                                        | 49                                         | 40                                         | V-1                                        |                                            |
| Minnesota Vikings                          | 7                                          | 7                                          | 0                                          | 50,0%                                      | 4-2                                        | 66,7%                                      | 6-5                                        | 54,5%                                      | 1-2                                        | 3-4                                        | 4-3                                        | 301                                        | 252                                        | 49                                         | 34                                         | P-2                                        |                                            |
| Chicago Bears                              | 4                                          | 9                                          | 1                                          | 32,1%                                      | 1-5                                        | 16,7%                                      | 3-7-1                                      | 31,8%                                      | 1-2                                        | 1-5-1                                      | 3-4                                        | 225                                        | 275                                        | -50                                        | 27                                         | P-1                                        |                                            |